# Ceratopteris thalictroides
Ceratopteris thalictroides är en kantbräkenväxtart som först beskrevs av Carolus Linnaeus, och fick sitt nu gällande namn av Adolphe Brongniart. Ceratopteris thalictroides ingår i släktet Ceratopteris och familjen Pteridaceae. Inga underarter finns listade.

## Bildgalleri

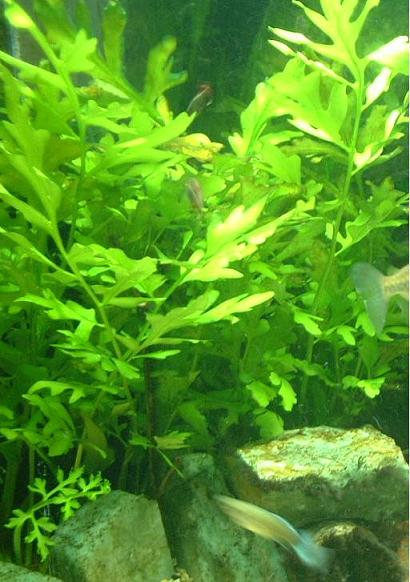
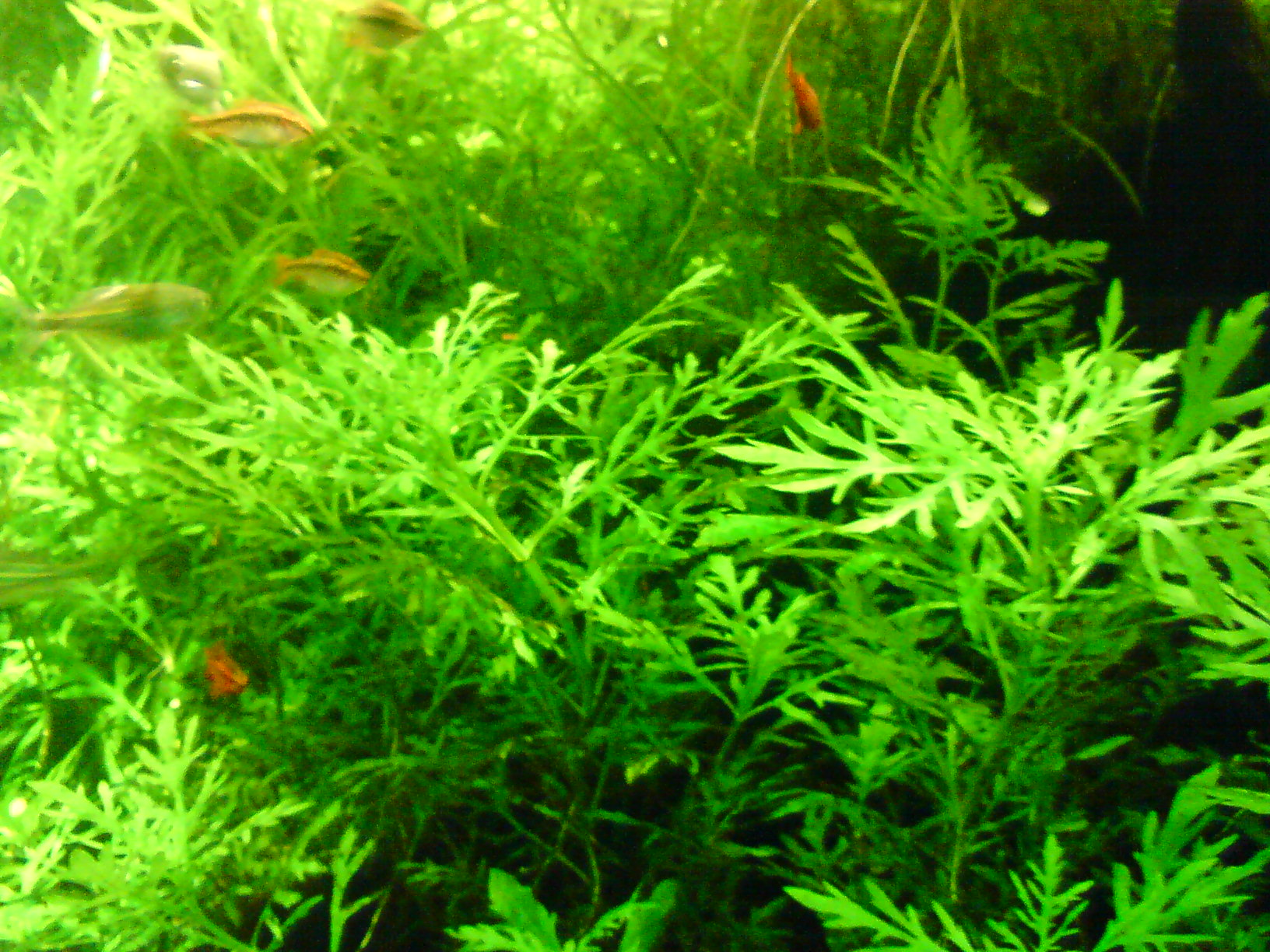
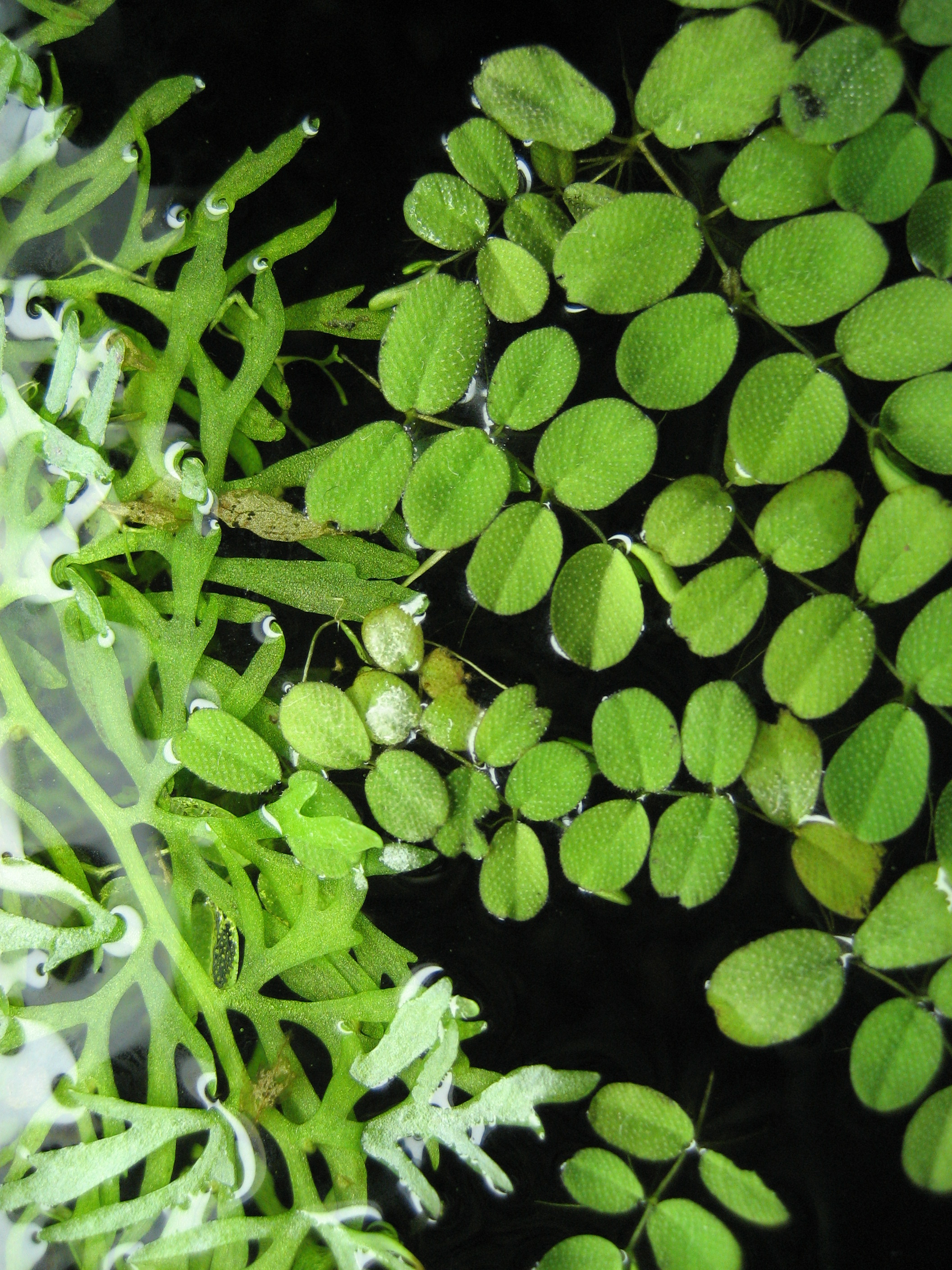